# I. e. 416
Évszázadok: i. e. 6. század – i. e. 5. század – i. e. 4. század
Évtizedek: i. e. 460-as évek – i. e. 450-es évek – i. e. 440-es évek – i. e. 430-as évek – i. e. 420-as évek – i. e. 410-es évek – i. e. 400-as évek – i. e. 390-es évek – i. e. 380-as évek – i. e. 370-es évek – i. e. 360-as évek
Évek: i. e. 421 – i. e. 420 – i. e. 419 – i. e. 418 –  i. e. 417 – i. e. 416 – i. e. 415 – i. e. 414 – i. e. 413 – i. e. 412 – i. e. 411

## Események

### Görögország
- Athénban Nikiaszt és Alkibiadészt újraválasztják sztratégosszá. Alkibiadész kezdeményezésére az athéniak elfoglalják Méloszt, amely addig semleges volt a peloponnészoszi háborúban és megtagadta a csatlakozást a déloszi szövetséghez. A fegyverforgató férfiakat lemészárolják, a nőket és gyerekeket eladják rabszolgának.

### Itália
- A szicíliai Szégeszta ión kolónia Athén segítségét kéri Szelinosszal szemben (amely Szürakuszai támogatását élvezi). Az athéniak nagy expedíciót készítenek elő Szicíliára.
- Rómában a consuli jogkörű katonai tribunusok: Aulus Sempronius Atratinus, Quintus Fabius Vibulanus Ambustus, Marcus Papirius Mugillanus és	Spurius Nautius Rutilus.

## Kultúra
- Agathon tragikus költő nyeri az athéni Lenaia fesztivál első díját. A győzelmi ünnepséget (amelyen részt vett Alkibiadész, Szókratész és Arisztophanész) később Platón A lakoma c. művében írja le.

## Fordítás
- Ez a szócikk részben vagy egészben  a(z)   416 BC című angol Wikipédia-szócikk ezen változatának fordításán alapul.  Az eredeti cikk szerkesztőit annak laptörténete sorolja fel. Ez a jelzés csupán a megfogalmazás eredetét és a szerzői jogokat jelzi, nem szolgál a cikkben szereplő információk forrásmegjelöléseként.